# Connie Carpenter
Helen Constance Carpenter-Phinney, detta Connie (Madison, 26 febbraio 1957), è un'ex ciclista su strada, pistard ed ex pattinatrice di velocità su ghiaccio statunitense.
Da ciclista vinse la medaglia d'oro su strada alle Olimpiadi di Los Angeles 1984, quattro medaglie nelle competizioni mondiali di ciclismo (su strada e su pista) e dodici titoli nazionali. Da pattinatrice rimane la donna statunitense più giovane a competere alle Olimpiadi invernali, nel 1972 a Sapporo.

## Carriera
Prima di dedicarsi al ciclismo, Connie Carpenter era una pattinatrice di velocità, una dei tanti atleti che eccelleva in entrambi gli sport. Come pattinatrice di velocità, ha gareggiato alle Olimpiadi invernali di Sapporo 1972, dove è finita settima nei 1.500 metri. All'epoca aveva quattordici anni, diventando la più giovane atleta statunitense delle Olimpiadi invernali. Nel 1976, ha vinto il titolo nazionale generale all'aperto degli Stati Uniti, ma un infortunio le ha impedito di partecipare alle Olimpiadi di quell'anno.
Carpenter si era allenata in bicicletta durante la stagione non agonistica e, dopo l'infortunio alla caviglia nel 1976, iniziò a gareggiare nel ciclismo. Nel 1976, 1977 e 1979, vinse il campionato nazionale a cronometro su strada e su pista. Ha poi aggiunto un paio di criterium nazionali al suo curriculum prima di vincere la medaglia d'oro olimpica nel 1984 nella prova in linea individuale su strada. Vinse quella gara battendo in volata la sua collega statunitense Rebecca Twigg.

## Vita privata
Connie Carpenter è sposata con un'altra medaglia olimpica ed ex ciclista professionista, Davis Phinney, con il quale ha due figli, Taylor e Kelsey. Taylor ha gareggiato alle Olimpiadi del 2008 (nella specialità della pista), del 2012 e del 2016 (su strada); dal 2011 al 2019 è stato ciclista professionista su strada.
Carpenter-Phinney è stata eletta nella Wisconsin Athletic Hall of Fame nel 2001 ed è membro sia della Bicycling Hall of Fame degli Stati Uniti che della U.S. Olympic Hall of Fame.

## Palmarès

### Olimpiadi estive
- 1 medaglia
  - 1 oro (corsa in linea a Los Angeles 1984)

### Mondiali
Strada
- 2 medaglie
  - 1 argento (corsa in linea a San Cristóbal 1977)
  - 1 bronzo (corsa in linea a Praga 1981)

Pista
- 2 medaglie
  - 1 oro (inseguimento individuale a Zurigo 1983)
  - 1 argento (inseguimento individuale a Leicester 1982)